# Xenocephalus australiensis
Xenocephalus australiensis är en fiskart som först beskrevs av Kishimoto, 1989.  Xenocephalus australiensis ingår i släktet Xenocephalus och familjen Uranoscopidae. Inga underarter finns listade i Catalogue of Life.